# بيرت مكافري
بيرت مكافري هو لاعب هوكي الجليد كندي، ولد في 12 أبريل 1893 في Listowel, Ontario ‏ في كندا، وتوفي في 15 أبريل 1955 في تورونتو في كندا.

## وصلات خارجية
- بيرت مكافري على موقع دوري الهوكي الوطني (الإنجليزية)
- بيرت مكافري على موقع قاعة مشاهير الهوكي (لاعب أن.إتش.أل) (الإنجليزية)
- بيرت مكافري على موقع EliteProspects.com (الإنجليزية)
- بيرت مكافري على موقع Eurohockey.com (الإنجليزية)
- بيرت مكافري على موقع HockeyDB.com (الإنجليزية)
- بيرت مكافري على موقع Hockey-Reference.com (الإنجليزية)
- بيرت مكافري على موقع أوليمبيديا (الإنجليزية)